# Vojsko, Vodice
Vojsko je naselje v Občini Vodice.